# Cordwainer Smith
Cordwainer Smith, właśc. Paul Myron Anthony Linebarger (ur. 11 lipca 1913 w Milwaukee, zm. 6 sierpnia 1966 w Baltimore) – amerykański pisarz science fiction, politolog, wojskowy. Autor m.in. podręcznika wojny psychologicznej Wojna psychologiczna (jako Paul Linebarger), szpiegowskiego political fiction o zimnej wojnie Atomsk (jako Carmichael Smith).

## Twórczość

### Powieściscience fiction
- 1947, Ria (jako Felix C. Forrest)
- 1948, Carola (jako Felix C. Forrest)
- 1949, Atomsk: A Novel of Suspense (jako Carmichael Smith)
- 1964, The Planet Buyer (pierwsza połowa przyszłej Norstrilii, nominacja do Nagrody Hugo 1965, Seiun Award 1988)
- 1968, The Underpeople (druga połowa Norstrilii)
- 1975, Norstrilia (nominacja do Nagrody „Nowej Fantastyki” 2016)

### Zbiory krótkich form
- 1963, You Will Never Be The Same
- 1965, Space Lords
- 1966, Quest of the Three Worlds
- 1970, Under Old Earth and Other Explorations
- 1971, Stardreamer

W 2015 roku nakładem Wydawnictwa Mag ukazały się tłumaczenia fragmentów zbioru opowiadań Drugie odkrycie ludzkości oraz powieści Norstrilia (w jednym tomie, w serii Artefakty). Wcześniej utwory literackie Smitha publikowane były w Polsce tylko w antologiach (takich jak Czarujące obiekty latające, Stare dobre czasy czy Droga do science fiction).